# サニア・ミルザ
サニア・ミルザ（Sania Mirza, ثانیہ مرزا, ヒンディー語: सानिया मिर्ज़ा, 1986年11月15日 - ）は、インド・ムンバイ出身の女子プロテニス選手。2009年の全豪オープンと2012年の全仏オープン、2014年全米オープンの混合ダブルス優勝者。これまでにWTAツアーでシングルス1勝、ダブルス41勝を挙げる。自己最高ランキングはシングルス27位、ダブルス1位。右利きだが、バックハンド・ストロークは両手打ち。
日本語では、英語表記を単純にカタカナ読みした「サニア・ミルザ」という呼び方が最も普及しているが、現地語表記での長短母音の区別などを考慮した場合“サーニヤー・ミルザー”の読みが近くなる。

## 来歴
ミルザはインドのイスラム教徒（ムスリム）の家に生まれ、6歳からテニスを始めた。2003年にプロ転向。2004年末の時点で、彼女のシングルス世界ランキングは206位であった。2005年2月、故国インド・ハイデラバード大会の決勝でアリョーナ・ボンダレンコを 6-4, 5-7, 6-3 で破り、インド人女性として最初のWTAツアー大会シングルス優勝を達成する。半年後の全米オープンで、ミルザはマリア・シャラポワとの4回戦まで進出した。現時点では、これが彼女の4大大会シングルス自己最高記録である。その後来日し、ジャパン・オープンでベスト4に入った。
その後の彼女は、シングルスよりもダブルスの分野で多くの好成績を出してきた。4大大会女子ダブルスの分野ではベサニー・マテックと組んで、2007年全米オープンと2008年ウィンブルドンの女子ダブルス準々決勝に進出した。2008年北京五輪でオリンピックのインド代表選手に選ばれたが、シングルス1回戦・ダブルス2回戦敗退に終わる。2009年の全豪オープン混合ダブルス部門で、サニア・ミルザはマヘシュ・ブパシとペアを組み、2007年全仏オープン混合ダブルスの優勝経験を持つアンディ・ラム&ナタリー・ドシー組を 6-3, 6-1 で破って初優勝を決めた。これはインド人女性による最初のグランドスラム・タイトルである。ミルザとブパシは前年の全豪オープン混合ダブルスで、ネナド・ジモニッチ&孫甜甜組に敗れて準優勝になったが、2年連続の全豪混合ダブルス決勝でついにタイトルを手中に収めた。
2011年全仏オープンでミルザはエレーナ・ベスニナと組み初の4大大会女子ダブルスの決勝に進出した。決勝ではアンドレア・フラバーチコバ&ルーシー・ハラデツカ組に 4–6, 3–6 で敗れ準優勝となった。2012年全仏オープンでは混合ダブルスでマヘシュ・ブパシと組み決勝に進出。決勝ではサンティアゴ・ゴンサレス&クラウディア・ヤンス＝イグナシク組を 7–6(3), 6–1 で破り2度目の4大大会混合ダブルスタイトルを獲得した。
2013年からミルザはダブルスに専念している。2014年全米オープンではブルーノ・ソアレスとの混合ダブルスで決勝に進出し、アビゲイル・スピアーズ&サンティアゴ・ゴンサレス組を 6–1, 2–6, [11–9] で破り4大大会混合ダブルス3勝目を挙げている。
2015年はマルチナ・ヒンギスとのペアでウィンブルドン、全米オープンなど10勝を挙げダブルス世界ランキング1位になった。
ミルザはそのルックスと実力から、インドの国民的なアイドルとなり、そのファンはマスコミから“サニア・マニア”と呼ばれている。そのファッションや発言も人気があり、アクセサリーの鼻輪がチャームポイントで、メッセージを表現したTシャツを着ることでも知られている。彼女は2005年度のタイム誌の「アジアのヒーローベスト50」に選ばれた。しかし、地元インドのイスラム法学者が、彼女のテニスウェア姿を「イスラム教徒らしくない、はしたない格好」だと非難し、それに関するファトワーを出したことで一時期騒がれた。2010年、ミルザはパキスタンのクリケット選手ショアイブ・マリクと結婚した。

## WTAツアー決勝進出結果

### シングルス: 4回 (1勝3敗)
| 大会グレード          | 大会グレード                 |
| 2008年以前            | 2009年以後                   |
| --------------------- | ---------------------------- |
| グランドスラム (0–0)  |                              |
| WTAファイナルズ (0–0) |                              |
| ティア I (0–0)        | プレミア・マンダトリー (0-0) |
| ティア I (0–0)        | プレミア5 (0-0)              |
| ティア II (0–1)       | プレミア (0–0)               |
| ティア III (0–0)      | インターナショナル (0–1)     |
| ティア IV ＆ V (1–1)  | インターナショナル (0–1)     |

| 結果   | No. | 決勝日        | 大会             | サーフェス | 対戦相手                 | スコア        |
| ------ | --- | ------------- | ---------------- | ---------- | ------------------------ | ------------- |
| 優勝   | 1.  | 2005年2月12日 | ハイデラバード   | ハード     | アリョーナ・ボンダレンコ | 6–4, 5–7, 6–3 |
| 準優勝 | 1.  | 2005年8月20日 | フォレストヒルズ | ハード     | ルーシー・サファロバ     | 6–3, 5–7, 4–6 |
| 準優勝 | 2.  | 2007年7月29日 | スタンフォード   | ハード     | アンナ・チャクベタゼ     | 3–6, 2–6      |
| 準優勝 | 3.  | 2009年2月15日 | パタヤ           | ハード     | ベラ・ズボナレワ         | 5–7, 1–6      |

### ダブルス: 61回 (41勝20敗)
| 大会グレード          | 大会グレード                 |
| 2008年以前            | 2009年以後                   |
| --------------------- | ---------------------------- |
| グランドスラム (3-1)  |                              |
| WTAファイナルズ (2–0) |                              |
| ティア I (0–0)        | プレミア・マンダトリー (5-6) |
| ティア I (0–0)        | プレミア5 (4-3)              |
| ティア II (2-1)       | プレミア (14-6)              |
| ティア III (3-3)      | インターナショナル (6–0)     |
| ティア IV ＆ V (2–0)  | インターナショナル (6–0)     |

| 結果   | No. | 決勝日         | 大会                 | サーフェス    | パートナー                   | 対戦相手                                                  | スコア              |
| ------ | --- | -------------- | -------------------- | ------------- | ---------------------------- | --------------------------------------------------------- | ------------------- |
| 優勝   | 1.  | 2004年2月22日  | ハイデラバード       | ハード        | リーゼル・フーバー           | 李婷 孫甜甜                                               | 7–6, 6–4            |
| 優勝   | 2.  | 2006年2月19日  | バンガロール         | ハード        | リーゼル・フーバー           | アナスタシア・ロディオノワ エレーナ・ベスニナ             | 6–3, 6–3            |
| 準優勝 | 1.  | 2006年4月9日   | アメリアアイランド   | クレー        | リーゼル・フーバー           | 浅越しのぶ カタリナ・スレボトニク                         | 2–6, 4–6            |
| 準優勝 | 2.  | 2006年5月27日  | イスタンブール       | クレー        | アリシア・モリク             | アナスタシア・ヤキモワ アリョーナ・ボンダレンコ           | 2–6, 4–6            |
| 準優勝 | 3.  | 2006年7月23日  | シンシナティ         | ハード        | マルタ・ドマホフスカ         | ヒセラ・ドゥルコ マリア・エレナ・カメリン                 | 4–6, 6–3, 2–6       |
| 優勝   | 3.  | 2006年9月24日  | コルカタ             | ハード (室内) | リーゼル・フーバー           | ユリア・ベイゲルジマー ユリアナ・フェダク                 | 6–4, 6–0            |
| 優勝   | 4.  | 2007年5月14日  | フェズ               | クレー        | バニア・キング               | アンドレア・エリット＝ヴァンク アナスタシア・ロディオノワ | 6–1, 6–2            |
| 準優勝 | 4.  | 2007年5月21日  | イスタンブール       | クレー        | 詹詠然                       | アグニエシュカ・ラドワンスカ ウルシュラ・ラドワンスカ     | 1–6, 3–6            |
| 優勝   | 5.  | 2007年7月22日  | シンシナティ         | ハード        | ベサニー・マテック           | アリーナ・イドコワ タチアナ・ポウチェク                   | 7–6(4), 7–5         |
| 優勝   | 6.  | 2007年7月29日  | スタンフォード       | ハード        | シャハー・ピアー             | ビクトリア・アザレンカ アンナ・チャクベタゼ               | 6–4, 7–6(5)         |
| 優勝   | 7.  | 2007年8月25日  | ニューヘイブン       | ハード        | マラ・サンタンジェロ         | カーラ・ブラック リーゼル・フーバー                       | 6–1, 6–2            |
| 優勝   | 8.  | 2009年4月12日  | ポンテベドラビーチ   | クレー        | 荘佳容                       | クベタ・ペシュケ リサ・レイモンド                         | 6–3, 4–6, [10–7]    |
| 優勝   | 9.  | 2010年9月19日  | 広州                 | ハード        | エディナ・ガロビッツ         | 韓馨蘊 劉婉婷                                             | 7–5, 6–3            |
| 優勝   | 10. | 2011年3月19日  | インディアンウェルズ | ハード        | エレーナ・ベスニナ           | ベサニー・マテック＝サンズ メガン・ショーネシー           | 6–0, 7–5            |
| 優勝   | 11. | 2011年4月9日   | チャールストン       | クレー        | エレーナ・ベスニナ           | ベサニー・マテック＝サンズ メガン・ショーネシー           | 6–4, 6–4            |
| 準優勝 | 5.  | 2011年6月3日   | 全仏オープン         | クレー        | エレーナ・ベスニナ           | アンドレア・フラバーチコバ ルーシー・ハラデツカ           | 4–6, 3–6            |
| 優勝   | 12. | 2011年7月31日  | ワシントンD.C.       | ハード        | ヤロスラワ・シュウェドワ     | オリガ・ゴボツォワ アーラ・クドゥリャフツェワ             | 6–3, 6–3            |
| 優勝   | 13. | 2012年2月12日  | パタヤ               | ハード        | アナスタシア・ロディオノワ   | 詹詠然 詹皓晴                                             | 3–6, 6–1, [10–8]    |
| 準優勝 | 6.  | 2012年2月25日  | ドバイ               | ハード        | エレーナ・ベスニナ           | リーゼル・フーバー リサ・レイモンド                       | 2–6, 1–6            |
| 準優勝 | 7.  | 2012年3月17日  | インディアンウェルズ | ハード        | エレーナ・ベスニナ           | リーゼル・フーバー リサ・レイモンド                       | 2–6, 3–6            |
| 優勝   | 14. | 2012年5月26日  | ブリュッセル         | クレー        | ベサニー・マテック＝サンズ   | アリシア・ロソルスカ 鄭潔                                 | 6–3, 6–2            |
| 準優勝 | 8.  | 2012年10月6日  | 北京                 | ハード        | ヌリア・リャゴステラ・ビベス | エカテリーナ・マカロワ エレーナ・ベスニナ                 | 5–7, 5–7            |
| 優勝   | 15. | 2013年1月5日   | ブリスベン           | ハード        | ベサニー・マテック＝サンズ   | アンナ＝レナ・グローネフェルト クベタ・ペシュケ           | 4–6, 6–4, [10–7]    |
| 優勝   | 16. | 2013年2月23日  | ドバイ               | ハード        | ベサニー・マテック＝サンズ   | ナディア・ペトロワ カタリナ・スレボトニク                 | 6–4, 2–6, [10–7]    |
| 準優勝 | 9.  | 2013年4月28日  | シュトゥットガルト   | クレー        | ベサニー・マテック＝サンズ   | モナ・バルテル ザビーネ・リシキ                           | 4–6, 5–7            |
| 優勝   | 17. | 2013年8月24日  | ニューヘイブン       | ハード        | 鄭潔                         | アナベル・メディナ・ガリゲス カタリナ・スレボトニク       | 6–3, 6–4            |
| 優勝   | 18. | 2013年9月28日  | 東京                 | ハード        | カーラ・ブラック             | 詹皓晴 リーゼル・フーバー                                 | 4-6, 6-0, [11-9]    |
| 優勝   | 19. | 2013年10月5日  | 北京                 | ハード        | カーラ・ブラック             | ベラ・ドゥシェビナ アランチャ・パラ・サントンハ           | 6–2, 6–2            |
| 準優勝 | 10. | 2014年3月15日  | インディアンウェルズ | ハード        | カーラ・ブラック             | 彭帥 謝淑薇                                               | 6–7(5), 2–6         |
| 準優勝 | 11. | 2014年4月27日  | シュトゥットガルト   | クレー        | カーラ・ブラック             | サラ・エラニ ロベルタ・ビンチ                             | 2–6, 3–6            |
| 優勝   | 20. | 2014年5月3日   | オエイラス           | クレー        | カーラ・ブラック             | エバ・ハルディノバ バレリア・ソロビエワ                   | 6–4, 6–3            |
| 準優勝 | 12. | 2014年8月10日  | モントリオール       | ハード        | カーラ・ブラック             | サラ・エラニ ロベルタ・ビンチ                             | 6–7(4), 3–6         |
| 優勝   | 21. | 2014年9月20日  | 東京                 | ハード        | カーラ・ブラック             | ガルビネ・ムグルサ カルラ・スアレス・ナバロ               | 6–2, 7–5            |
| 準優勝 | 13. | 2014年10月4日  | 北京                 | ハード        | カーラ・ブラック             | アンドレア・フラバーチコバ 彭帥                           | 4–6, 4–6            |
| 優勝   | 22. | 2014年10月26日 | シンガポール         | ハード (室内) | カーラ・ブラック             | 謝淑薇 彭帥                                               | 6–1, 6–0            |
| 優勝   | 23. | 2015年1月16日  | シドニー             | ハード        | ベサニー・マテック＝サンズ   | ラケル・コップス＝ジョーンズ アビゲイル・スピアーズ       | 6–3, 6–3            |
| 準優勝 | 14. | 2015年2月28日  | ドーハ               | ハード        | 謝淑薇                       | ラケル・コップス＝ジョーンズ アビゲイル・スピアーズ       | 4–6, 4–6            |
| 優勝   | 24. | 2015年3月21日  | インディアンウェルズ | ハード        | マルチナ・ヒンギス           | エカテリーナ・マカロワ エレーナ・ベスニナ                 | 6-3, 6-4            |
| 優勝   | 25. | 2015年4月5日   | マイアミ             | ハード        | マルチナ・ヒンギス           | エカテリーナ・マカロワ エレーナ・ベスニナ                 | 7–5, 6–1            |
| 優勝   | 26. | 2015年4月12日  | チャールストン       | クレー        | マルチナ・ヒンギス           | ケーシー・デラクア ダリア・ユラク                         | 6–0, 6–4            |
| 準優勝 | 15. | 2015年5月17日  | ローマ               | クレー        | マルチナ・ヒンギス           | ティメア・バボシュ クリスティナ・ムラデノビッチ           | 4–6, 3–6            |
| 優勝   | 27. | 2015年7月12日  | ウィンブルドン       | 芝            | マルチナ・ヒンギス           | エカテリーナ・マカロワ エレーナ・ベスニナ                 | 5–7, 7–6(4), 7–5    |
| 優勝   | 28. | 2015年9月13日  | 全米オープン         | ハード        | マルチナ・ヒンギス           | ケーシー・デラクア ヤロスラワ・シュウェドワ               | 6–3, 6–3            |
| 優勝   | 29. | 2015年9月26日  | 広州                 | ハード        | マルチナ・ヒンギス           | 徐詩霖 尤暁迪                                             | 6–3, 6–1            |
| 優勝   | 30. | 2015年10月3日  | 武漢                 | ハード        | マルチナ・ヒンギス           | イリーナ＝カメリア・ベグ モニカ・ニクレスク               | 6–2, 6–3            |
| 優勝   | 31. | 2015年10月10日 | 北京                 | ハード        | マルチナ・ヒンギス           | 詹詠然 詹皓晴                                             | 6–7(9), 6–1, [10–8] |
| 優勝   | 32. | 2015年11月1日  | シンガポール         | ハード (室内) | マルチナ・ヒンギス           | ガルビネ・ムグルサ カルラ・スアレス・ナバロ               | 6–0, 6–3            |
| 優勝   | 33. | 2016年1月9日   | ブリスベン           | ハード        | マルチナ・ヒンギス           | アンゲリク・ケルバー アンドレア・ペトコビッチ             | 7–5, 6–1            |
| 優勝   | 34. | 2016年1月15日  | シドニー             | ハード        | マルチナ・ヒンギス           | キャロリン・ガルシア クリスティナ・ムラデノビッチ         | 1–6, 7–5, [10–5]    |
| 優勝   | 35. | 2016年1月29日  | 全豪オープン         | ハード        | マルチナ・ヒンギス           | アンドレア・フラバーチコバ ルーシー・ハラデツカ           | 7–6(1), 6–3         |
| 優勝   | 36. | 2016年2月14日  | サンクトペテルブルク | ハード (室内) | マルチナ・ヒンギス           | ベラ・ドゥシェビナ バルボラ・クレシコバ                   | 6-3, 6-1            |
| 準優勝 | 16. | 2016年4月24日  | シュトゥットガルト   | クレー        | マルチナ・ヒンギス           | キャロリン・ガルシア クリスティナ・ムラデノビッチ         | 6–2, 1–6, [6–10]    |
| 準優勝 | 17. | 2016年5月6日   | マドリード           | クレー        | マルチナ・ヒンギス           | キャロリン・ガルシア クリスティナ・ムラデノビッチ         | 4–6, 4–6            |
| 優勝   | 37. | 2016年5月15日  | ローマ               | クレー        | マルチナ・ヒンギス           | エカテリーナ・マカロワ エレーナ・ベスニナ                 | 6–1, 6–7(5), [10–3] |
| 優勝   | 38. | 2016年8月21日  | シンシナティ         | ハード        | バルボラ・ストリコバ         | マルチナ・ヒンギス ココ・バンダウェイ                     | 7–5, 6–4            |
| 優勝   | 39. | 2016年8月27日  | ニューヘイブン       | ハード        | モニカ・ニクレスク           | カテリナ・ボンダレンコ 荘佳容                             | 7–5, 6–4            |
| 優勝   | 40. | 2016年9月24日  | 東京                 | ハード        | バルボラ・ストリコバ         | 梁晨 楊釗煊                                               | 6–1, 6–1            |
| 準優勝 | 18. | 2016年10月1日  | 武漢                 | ハード        | バルボラ・ストリコバ         | ベサニー・マテック＝サンズ ルーシー・サファロバ           | 1–6, 4–6            |
| 優勝   | 41. | 2017年1月7日   | ブリスベン           | ハード        | ベサニー・マテック＝サンズ   | エカテリーナ・マカロワ エレーナ・ベスニナ                 | 6–2, 6–3            |
| 準優勝 | 19. | 2017年1月13日  | シドニー             | ハード        | バルボラ・ストリコバ         | ティメア・バボシュ アナスタシア・パブリュチェンコワ       | 4–6, 4–6            |
| 準優勝 | 20. | 2017年4月2日   | マイアミ             | ハード        | バルボラ・ストリコバ         | ガブリエラ・ダブロスキー 徐一幡                           | 4–6, 3–6            |

## 4大大会シングルス成績
略語の説明
| W | F | SF | QF | #R | RR | Q# | LQ | A | Z# | PO | G | S | B | NMS | P | NH |

W=優勝, F=準優勝, SF=ベスト4, QF=ベスト8, #R=#回戦敗退, RR=ラウンドロビン敗退, Q#=予選#回戦敗退, LQ=予選敗退, A=大会不参加, Z#=デビスカップ/BJKカップ地域ゾーン, PO=デビスカップ/BJKカッププレーオフ, G=オリンピック金メダル, S=オリンピック銀メダル, B=オリンピック銅メダル, NMS=マスターズシリーズから降格, P=開催延期, NH=開催なし.
| 大会           | 2005 | 2006 | 2007 | 2008 | 2009 | 2010 | 2011 | 2012 | 通算成績 |
| -------------- | ---- | ---- | ---- | ---- | ---- | ---- | ---- | ---- | -------- |
| 全豪オープン   | 3R   | 2R   | 2R   | 3R   | 2R   | 1R   | 1R   | 1R   | 9–8      |
| 全仏オープン   | 1R   | 1R   | 2R   | A    | 1R   | A    | 2R   | A    | 3–5      |
| ウィンブルドン | 2R   | 1R   | 2R   | 2R   | 2R   | 1R   | 1R   | A    | 4–6      |
| 全米オープン   | 4R   | 2R   | 3R   | A    | 2R   | 2R   | 1R   | A    | 11–6     |